# Лялька Ярослав Степанович
Ярослав Степанович Лялька (1 квітня 1938, с. Підгороддя — 24 серпня 2013, Львів) — український науковець, історик, кандидат історичних наук, громадський діяч, патріот незалежності України. Директор Науково-дослідний центр історії національно-визвольних змагань України.

## Біографія
Народився 1 квітня 1938 року у с. Підгороддя (нині Івано-Франківського району, Івано-Франківської області).
Директор Науково-дослідного центру історії національно-визвольних змагань України, відомий історик та громадський діяч, автор низки науково-історичних праць про національно-визвольний рух України XIX—XX століть. Мешкав на вул. Академіка Кучера, 24 у Львові.
Ярослав Лялька відійшов у засвіти 24 серпня 2013 року, на 76 році життя, у Львові. Похований у с. Підгороддя на Івано-Франківщині.

## Доробок
- Проти фашизму та війни. Антифашистський конгрес діячів культури у Львові у 1936 р.: зб. док. і матеріалів / упоряд.: Н. Ф. Врадій, Я. С. Лялька та ін.; редкол.: Ю. Ю. Сливка (відп. ред.) та ін.; Інститут суспільних наук АН УРСР, Центральний державний історичний архів УРСР у Львові, Державний архів Львівської області. — Київ: Наукова думка, 1984. — 349 с.
- Галицький політикум / Я. С. Лялька, П. М. Романюк; Науково-дослідний центр історії національно-визвольних змагань України. — Львів: Каменяр, 2002. — 248 с. — ISBN 5-7745-0928-1.
- Літопис нескореної України: документи, матеріали, спогади / відп. ред. Я. Лялька; АН України, Інститут українознавства. — Львів: Просвіта, 1993. — Кн. 3: Стара Сіль: героїзм трагедії родів Преварів, Медведчуків, Лисаків, Лазірків, Головацьких, Юрківих, Фарилів, Кудлів, Хом'яків та ін. національних подвижників / Я. С. Лялька, П. М. Романюк; Науково-дослідний центр історії національно-визвольних змагань України. — Львів: Каменяр, 2002. — 308 с. — ISBN 5-7745-0935-4.
- Януси. Український палімпсест: штрихи до політичних портретів Дмитра Чобота, Ярослава Кендзьора, Віктора Ющенка та інших «друзів народу» з розповіддю про те як ганьблять українських патріотів та спотворюють істину / П. М. Романюк, Я. С. Лялька; Науково-дослідний центр історії національно-визвольних змагань України. — Львів: Ліга-Прес, 2004. — 472 с. — ISBN 966-8293-45-2.
- Над прірвою в олжі: Настільна книга львів'янина: Журналістське розслідування з економічним та політологічним аналізом ситуації, яка склалася в Галичині та її столиці / П. М. Романюк, Я. С. Лялька. — Львів, 2006. — 293 с.
- Літопис нескореної України: документи, матеріали, спогади / відп. ред. Я. Лялька; АН України, Інститут українознавства. — Львів: Просвіта, 1993. — Кн. 5: Ольга Басараб та її доба: документи, матеріали, спогади, біографічні нариси / Я. С. Лялька; Науково-дослідний центр історії національно-визвольних змагань України. — Б. м.: Галицька видавнича спілка, 2007. — 1248 с. — ISBN 966-7893-93-6.